# Kapflora

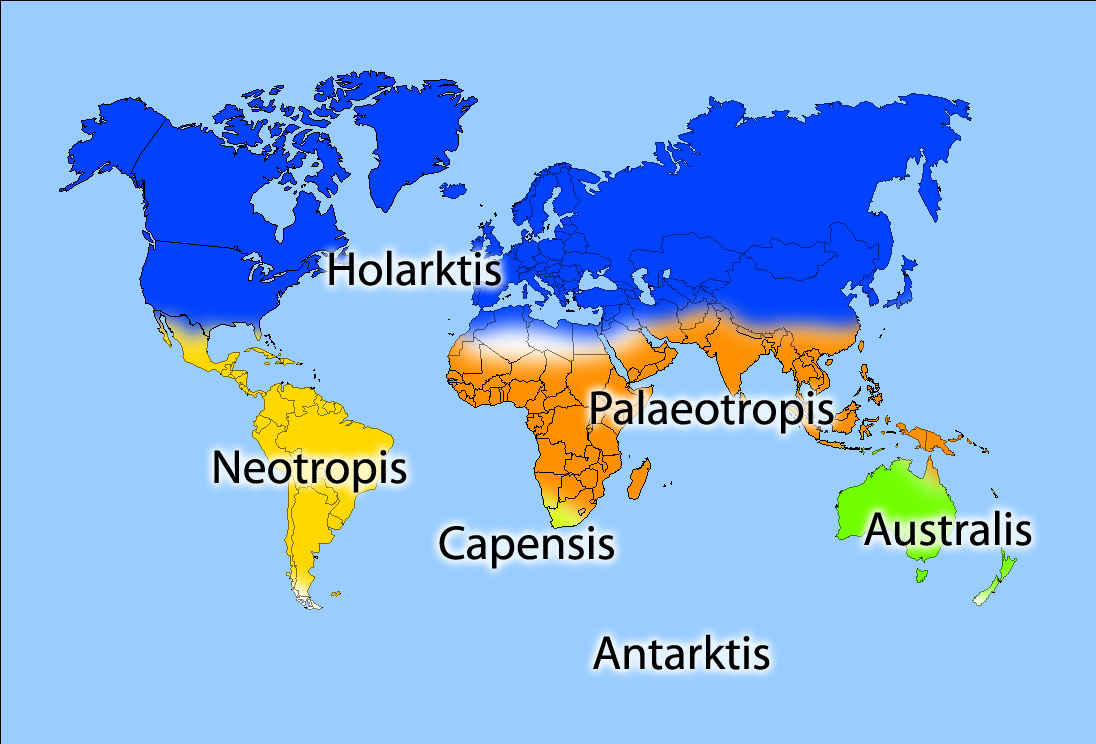
Die Florenreiche

Die Kapflora, auch Kapensis (Capensis), ist das kleinste der sechs kontinentalen Florenreiche der Erde. Sie umfasst das Winterregengebiet an der Südspitze von Afrika (Südafrika) und ist durch einen Wüstengürtel (aus Karoo und Namib) vom übrigen Afrika getrennt. Sie ist mit etwa 90.000 km² das kleinste der Florenreiche, im Verhältnis zur Fläche stellt die Kapregion jedoch das artenreichste dar. Die Region zieht jedes Jahr zahlreiche Botaniker und Pflanzenfreunde aus der ganzen Welt an.
Besonders ist für die Kapflora der außergewöhnliche Endemitenreichtum hervorzuheben, das heißt, dass es hier viele Arten einer Gattung oder Familie gibt, die weltweit nur in diesem begrenzten Gebiet anzutreffen sind. Darüber hinaus sind Ähnlichkeiten mit den Florenreichen Antarktis und Australis festzustellen. Diese heute weit voneinander entfernt liegenden Gebiete waren bis zum Ende des Jura Teil des Kontinents Gondwana.

## Pflanzenarten

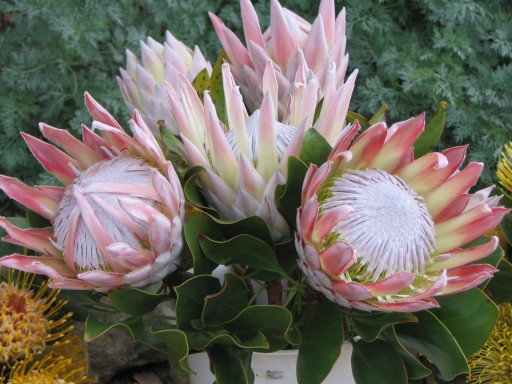
Typisches Element: Die Silberbaumgewächse

Die Flora ist ausnehmend artenreich. Auf einer Fläche von 74.000 km² finden sich an die 9.000 Blütenpflanzenarten, wovon gegen 70 % endemisch sind. Die vielfältige immergrüne Pflanzengemeinschaft der Kapensis wird als Fynbos („feiner Busch“) bezeichnet. Die bestimmenden Komponenten sind Silberbaumgewächse (Proteaceae), die sauergrasähnliche Familie der Restionaceae und ericoide Familien wie Heidekrautgewächse (Ericaceae). Bruniaceae und Stilbaceae, sowie zahlreiche Geophyten mit Familien wie den Orchideengewächsen (Orchidaceae), Narzissengewächsen (Amaryllidaceae) und Schwertliliengewächsen (Iridaceae).
Die Kapflora ist eher baumarm, beispielsweise fehlen Palmengewächse (Arecaceae) vollständig. Immergrüne Wälder, die durch die europäischen Siedler stark dezimiert wurden, finden sich noch in geschützten Tälern und an Berghängen. Als größte Baumart gilt die Steineibe Podocarpus falcatus, die bis 60 m Höhe erreicht.
Allein auf der Kap-Halbinsel (Kap-Faltengürtel) gibt es mehr Pflanzenarten als in Großbritannien. Nicht zur Kapensis wird dagegen das nördlich angrenzende Namaqualand gezählt (Sukkulentenkaroo).
Zahlreiche Pflanzenarten, die in dieser Region wild wachsen, wurden nach Europa importiert und sind Ausgangspunkt vieler Züchtungen beliebter Zierpflanzen. Dazu gehören Arten der Familie der Korbblütler (Asteraceae) wie die Strohblumen (Helichrysum), der Mittagsblumengewächse (Aizoaceae) und aus anderen Familien Freesien (Freesia), Schwertlilien (Iris), Gladiolen (Gladiolus), Geranien (Geranium) und Pelargonien (Pelargonium).

## Brände als Lebenserhalt
Waldbrände stellen in der Kapensis an vielen Stellen eine wichtige Bereicherung der Ökologie dar, sogenannte Feuerökosysteme. Sie sind auch ein Grund, warum es in trockeneren Gegenden wenig Wald gibt. Einige Pflanzen keimen erst nach einem Feuer, so dass die Eltern den jüngeren Pflanzen das Licht nicht wegnehmen.
Es wird heute teilweise versucht, durch gezielte Brände für den Erhalt der Natur zu sorgen.